# セバスティアン・ヨルゲンセン
セバスティアン・ヴィンター・ヨルゲンセン（Sebastian Vinther Jørgensen, 2000年6月8日 - ）は、デンマーク・中央ユラン地域シルケボー出身のサッカー選手。アルスヴェンスカン・マルメFF所属。ポジションはMF。

## クラブ経歴
2018年に地元のシルケボーIFのトップチームに昇格。同年8月12日のデンマーク・ファーストディビジョン (2部リーグ)のHBキューゲ戦でプロデビュー。26日のネストヴェズBK戦でプロ初ゴールを記録。プロ1年目の2018-19シーズンは15試合2ゴールを記録し、デンマーク・スーペルリーガ復帰に貢献。初の1部リーグとなった2019-20シーズンは、怪我もあり8試合ノーゴールに終わり、チームも1年で2部降格。再び2部リーグでのプレーとなった2020-21シーズンは8ゴールを決め、1年での1部復帰に貢献。2021年9月27日のヴェイレBK戦では、トップリーグ初のマルチゴールを決め、4-2の勝利に貢献した。